# 2012年夏季奧林匹克運動會跳水比賽
2012年夏季奧林匹克運動會跳水比賽於2012年7月29日至8月11日在倫敦倫敦水上運動中心中舉行。

## 參賽資格
每個國家或地區在跳水比賽最多只可以派出8名男子及8名女子運動員合共16可運動員，在每個個人單項最多只可派出2名運動員及每個雙人單項最多只可派出1對運動員參加。

## 參賽代表團
| - （10） - 白俄罗斯（2） - 巴西（3） - 加拿大（9） - 中国（12） - 哥伦比亚（2） - 古巴（3） | - 法国（5） - 德国（8） - 英国（12） - 希腊（1） - 匈牙利（2） - 意大利（8） | - 日本（1） - 马来西亚（9） - 墨西哥（10） - 挪威（1） - 朝鲜（3） - 俄罗斯（7） | - 韩国（2） - 西班牙（2） - 瑞典（2） - 乌克兰（9） - 美国（11） - 委内瑞拉（3） |

## 比賽成績

### 男子
| 項目                     | 金牌                      | 金牌   | 银牌                                           | 银牌   | 铜牌                                     | 铜牌   |
| 男子3米彈板（詳細）      | 伊利亚·扎哈罗夫（俄罗斯） | 555.90 | 秦凱（中国）                                   | 541.75 | 何冲（中国）                             | 524.15 |
| 男子雙人3米彈板（詳細）  | 中国 · 羅玉通 · 秦凱      | 477.00 | 俄罗斯 · 伊利亚·扎哈罗夫 · 叶夫根尼·库兹涅佐夫 | 459.63 | 美国 · 特羅伊·杜麥斯 · 克里斯蒂安·伊普森 | 446.70 |
| 男子10米高台（詳細）     | 大衛·布迪亞（美国）       | 568.65 | 邱波（中国）                                   | 566.85 | 湯姆·戴利（英国）                        | 556.95 |
| 男子雙人10米高台（詳細） | 中国 · 曹緣 · 張雁全      | 486.78 | 墨西哥 · 伊万·加西亚 · 赫尔曼·桑切斯           | 468.90 | 美国 · 大衛·布迪亞 · 尼克·麥克羅里       | 463.47 |

### 女子
| 項目                     | 金牌                 | 金牌   | 银牌                                                | 银牌   | 铜牌                                   | 铜牌   |
| 女子3米彈板（詳細）      | 吳敏霞（中国）       | 414.00 | 何姿（中国）                                        | 379.20 | 劳拉·桑切斯（墨西哥）                  | 362.40 |
| 女子雙人3米彈板（詳細）  | 中国 · 吴敏霞 · 何姿 | 346.20 | 美国 · 凱爾奇·布萊恩 · 阿比蓋爾·約翰斯頓            | 321.90 | 加拿大 · 珍妮弗·阿贝尔 · 埃米莉·埃曼斯 | 316.80 |
| 女子10米高台（詳細）     | 陳若琳（中国）       | 422.30 | 布瑞塔尼·布洛班（）                                 | 366.50 | 潘德勒拉·麗農·帕姆格（马来西亚）       | 359.20 |
| 女子雙人10米高台（詳細） | 中国 · 陳若琳 · 汪皓 | 368.40 | 墨西哥 · 葆拉·埃斯皮諾薩 · 亞歷杭德拉·奧羅斯科·羅薩 | 343.32 | 加拿大 · 米根·本菲托 · 罗莎琳·费利恩   | 337.62 |

## 獎牌榜
*   主办国家/地区（英国）
| 排名                     | 国家 / 地区              | 金牌 | 銀牌 | 銅牌 | 总计 |
| ------------------------ | ------------------------ | ---- | ---- | ---- | ---- |
| 1                        | 中国                     | 6    | 3    | 1    | 10   |
| 2                        | 美国                     | 1    | 1    | 2    | 4    |
| 3                        | 俄罗斯                   | 1    | 1    | 0    | 2    |
| 4                        | 墨西哥                   | 0    | 2    | 1    | 3    |
| 5                        |                          | 0    | 1    | 0    | 1    |
| 6                        | 加拿大                   | 0    | 0    | 2    | 2    |
| 7                        | 英国*                    | 0    | 0    | 1    | 1    |
| 7                        | 马来西亚                 | 0    | 0    | 1    | 1    |
| 总计（共8个国家 / 地区） | 总计（共8个国家 / 地区） | 8    | 8    | 8    | 24   |

## 外部連結
- 官方网站（英文）